# Bråddning
Bråddning, även kallat kalfatring efter tätningsmetoden som användes, är en typ av underhåll som man regelbundet var tvungen att göra på äldre träfartyg. Det innebar att man rensade skrovet från alger och annan påväxning samt reparerade och tätade om plankorna. Innan torrdockornas tid använde man en Bråddbana (eller bråddebana) där man med hjälp av rep och taljor lutade fartyget så kraftigt att man kunde arbeta med skrovet. Själva bråddningen skedde sedan oftast från bråddbåtar som lade till vid skrovet som skulle behandlas.
Eftersom påväxning var och är ett stort problem för oskyddade träfartyg som färdas i relativt låg hastighet genom vattnet var bråddbanan en mycket viktig del av tidiga skeppsgårdar. Fartyg som färdades i salta hav hade ännu större problem på grund av skeppsmask som trivs i saltvatten men är i det närmaste obefintlig i söta och bräckta vatten.
Bråddbanorna ersattes under 1700- och tidigt 1800-tal av torrdockor i Sverige. Torrdockorna gjorde att underhållsarbetet på fartygen gick mycket snabbare. Dessutom är det naturligtvis mycket svårt att brådda fartyg som saknar rigg och som väger som de stål- och pansarskepp som till slut konkurrerade ut träfartygen.